# Олів'є Адам
Олів'є Адам (англ. Olivier Adam) — дипломат. Координатор системи ООН в Україні, Постійний представник ПРООН в Києві.

## Біографія
Народився у Франції. Здобув ступінь магістра державного управління в Гарвардському університеті, ступінь магістра економіки в Лондонській школі економіки, а також науковий ступінь в Інституті політичних наук у Парижі. У 18 років поїхав до ООН. Працював в Азії — у Бутані, Лаосі та Камбоджі, згодом — на Гаїті, в Аргентині, у Нью-Йорку, на Палестинській території, в Танзанії, Нігерії та Перу.
У 1993–1996 — працював заступником керівника відділу в Регіональному бюро ПРООН країн Європи та СНД, контролював заснування й розробку програм 10 представництв ПРООН у країнах Східної Європи і Балтії. У 1996–2000 рр. — заступник директора Палестинської програми ПРООН. Старший менеджер Департаменту ООН з політичних питань (2000–2004).
Заступником постійного представника ПРООН в Аргентині та помічником постійного представника ПРООН на Гаїті.
Керував проєктом співробітництва між ПРООН і Глобальним фондом з ВІЛ/СНІДу, туберкульозу та малярії та здійснював нагляд за реалізацією проєктів, фінансування яких надано Глобальним фондом, в різних країнах світу.
З 1 серпня 2009 по 2014 рр. — координатор системи ООН, постійний представник ПРООН у Києві.
Він був керівником Служби волонтерів ООН (UNV) з 2017 року.